# Henschel

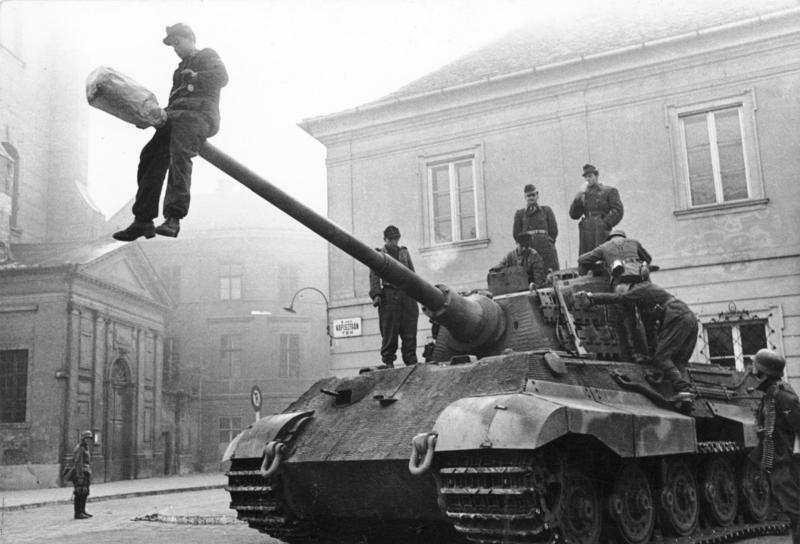
Tiger II

Henschel und Sohn byla německá společnost se sídlem ve městě Kassel, ve 20. století výrobce letadel, lokomotiv, nákladních automobilů, autobusů, trolejbusů, bojových vozidel a zbraní včetně řízených střel.
V roce 1935 začal Henschel vyrábět tanky Panzer I. Během druhé světové války (1939–⁠⁠⁠⁠⁠⁠1945) se zde ve velkém vyráběly tanky Panzer III a později Tiger a Tiger II. Díky tomu byla továrna častým cílem spojeneckých náletů.